# Mangora inconspicua
Mangora inconspicua är en spindelart som beskrevs av Schenkel 1936. Mangora inconspicua ingår i släktet Mangora och familjen hjulspindlar. Inga underarter finns listade i Catalogue of Life.